# Повноголосся
Повноголосся — властива для східнослов'янських мов наявність сполучень -оро-, -оло-, -ере-, -еле- у позиції між приголосними на місці праслов'янських *or, *ol, *er, *el. Протилежне явище називається неповноголоссям.
Уперше термін «повноголосся» вжив український мовознавець Михайло Максимович 1848 року в праці «Исследование о полноголосии».

## Загальний опис
Сполуки *or, *ol, *er, *el у праслов'янський період були дифтонгами, які в різних діалектах мали неоднаковий характер, що й призвело до різних рефлексів у групах слов'янських мов. У південнослов'янських мовах, а також у чеській і словацькій довгота зосереджувалася на голосному, короткий сонант рано втратив свою складотворчість, закриваючи склад. Дія закону відкритого складу спричинила перестановку голосного, при цьому [о] змінилося на [а]:
*ōr → ра: болг. брада;
*ōl → ла: болг. млат;
*ēr → ре: болг. бреза;
*ēl → ле: болг. плен.
У західнослов'янських мовах утрата складотворчості r, l зумовила виникнення після них вторинного голосного, що спричинило редукцію попереднього [о] чи [е]:
*er → e-r → ь-r → re: пол. brezg;
*or → o-r → ъ-r → ro: пол. broda;
*ol → o-l → ъ-l → lo: пол. mlody;
*el → e-l → ь-l → le: пол. mleko.
У східнослов'янських говорах довгота зосереджувалася на r, l, що призвело до виникнення їхньої складовторчості; пізніша її втрата сприяла появі призвука після сонанта, який з часом перетворився на голосний повного творення:
tort → to-r-t → to-rъ-t → to-ro-t (борода);
telt → te-l-t → tö-l-t → to-lъt → to-lo-t (полон);
tolt → to-l-t → to-lъ-t → to-lo-t (молот);
tert → te-r-t → te-rь-t → te-re-t (береза).
Розвиток звукосполучення [-ел-] ускладнився через те, що до втрати сонорними складотворчої властивості відбулася лабіалізація /е/, що сприяло переходу його в /о/. Причиною лабіалізації /е/ був асимілятивний вплив лабіальної артикуляції складотворчого [l]. Так, на місці праслов'янського [-ел-] виникла повноголоса форма [-оло-]. Тільки в позиції після шиплячих залишалось [-ело-]: шеломъ, желобъ. Уже на ґрунті української мови, коли постійна м'якість перестала бути ознакою шиплячих, [-ело-] перетворилося на [-оло-]: шолом, жолоб.
У сучасній українській мові є слова, у яких подібні до повноголосних сполуки не є повноголосі (укр. пелена, селезінка).

## Неповноголосся
Неповноголосся — наявність у слов'янських мовах сполучень -ра, -ла, -ре, -ле на місці праслов'янських дифтонгічних сполучень *or, *ol, *er, *el між приголосними (на місці tort, tolt, tert, telt). Це явище фонетично закономірне в південнослов'янських і в більшості західнослов'янських мов, в українській та інших східнослов'янських трапляється в словах, запозичених з цих мов. Найчастіше неповноголосні лексеми в українській являють собою церковнослов'янізми (власті, врата, прапор, прах, храм), рідше — богемізми (брама, влада).
Окремий випадок становлять колишні сполучення плавних у лехітських (польській, кашубській) і лужицьких мовах.